# Мухаммад Кыргыз

## Мухаммед Кыргыз
Мухаммед Кыргыз — предводитель объединения кыргызских племён в первой половине XVI века.  
В истории Моголистана упоминается в труде Мухаммеда Хайдара Дулати «Тарих-и Рашиди».
В 1514 году, поддержав могольского хана Султан Саида, помог эмиру Абу Бакру освободить Кашгар, а затем предпринял самостоятельный поход на Жаркент (июнь—июль). За оказанную помощь хан наградил его богатой добычей и дарами. Вернувшись, Мухаммед Кыргыз подчинил себе кыргызов Моголистана и в следующем году организовал несколько набегов на Ташкент.
Рост его влияния вызвал опасения у Султан Саида. Под предлогом «притеснений мусульман» и за то, что он пленил и самовольно отпустил Абдуллу султана, сына Кучкунчи-хана, правителя Туркестана, в 1517 году хан совершил поход через Барскоонский перевал на кыргызов Иссык-Куля. Мухаммед Кыргыз был пленён и заключён на 15 лет.
Чтобы сохранить контроль над кыргызами, в 1521/1522 году Султан Сеит освободил его и назначил эмиром, передав через улусбеги Мырзу Али Тагая соответствующий титул. Однако уже в 1524 году он вновь был захвачен под предлогом помощи казахам и оставался в плену вплоть до смерти Султан Сеита (1533).
По сообщению Мухаммеда Хайдара, Мухаммед Кыргыз также совершал походы на Ташкент и Сайрам, где нанёс серьёзные разрушения. В одном из сражений близ Туркестана он разбил войско Абдуллы султана, пленил его, но через день отпустил.
Из-за недостатка сведений (о Мухаммеде Кыргызе пишет только Мухаммед Хайдар), некоторые историки (Б. Солтоноев и др.) предполагали, что он мог быть тождественен Тагай-бию, получив имя «Мухаммед» после принятия ислама. Однако ни один источник не подтверждает обращение в ислам, напротив, Мухаммед Хайдар отмечал его постоянные набеги на мусульманские земли. Поэтому отождествление Мухаммеда Кыргыза и Тагай-бия остаётся спорным.
Исследователь Ө. Караев сравнивал Мухаммеда Кыргыза с эпическим предком моголов Көкө, считая их, возможно, одним лицом. В «Маджму ат-Таварих» он упоминается под прозвищем «Көк-Бука», как Мухаммед-бек, сын Анка-төрө.